# Liutovo
Liutovo (în bulgară Лютово) este un sat în partea de sud-vest a Bulgariei în  Regiunea Blagoevgrad. Aparține administrativ de comuna Belița. Are o populație de 234 locuitori.

## Demografie
Componența etnică a satului Liutovo
     Bulgari (14,22%)
     Nicio identificare (73,85%)
     Turci (11,92%)
     Romi (0%)
La recensământul din 2011, populația satului Liutovo era de 218 locuitori. Nu există o etnie majoritară, locuitorii fiind bulgari (14,22%) și turci (11,92%). Pentru 73,85% din locuitori nu este cunoscută apartenența etnică.